# Long Island City
Long Island City (L.I.C.) es el barrio residencial y comercial más occidental en el borough de Queens de la ciudad de Nueva York (Estados Unidos). L.I.C. es conocido por su rápido crecimiento y gentrificación en los últimos años. Hay un parque al lado del río Este y una comunidad de artistas en crecimiento. L.I.C. es uno de los barrios de la ciudad de Nueva York con una alta concentración de galerías de arte, instituciones de arte, y estudios. Limita con Astoria al norte, el río Este al oeste, Sunnyside al este, y al sur con Newtown Creek, que separa Queens de Brooklyn. 
Long Island City se encuentra en el extremo este del puente de Queensboro, también conocido como el puente de la Calle 59, que es la única ruta de vehículos gratuita que une Queens y Manhattan. Al noroeste del final del puente está Queensbridge Houses, un desarrollo de la Autoridad de la Vivienda de la Ciudad de Nueva York, que es la vivienda pública más grande en Norteamérica.